# کوپشا میکا
شهر کوپشا میکا (به رومانیایی: Copşa Mică) در شهرستان سیبیو در کشور رومانی واقع شده‌است. جمعیت این شهر ۵٬۱۵۷ نفر  است.